# Liste der Nummer-eins-Hits in den Niederlanden (2009)
Dies ist eine Liste der Nummer-eins-Hits in den Niederlanden im Jahr 2009. Sie basiert auf den Nederlandse Top 40 von Radio 538 (Singles) bzw. den von der GfK ermittelten Dutch Album Top 100 dieses Jahres.
In diesem Jahr gab es 18 Nummer-eins-Singles und 21 Nummer-eins-Alben.

## Singles
| ← 2008 ← | Liste der Nummer-eins-Hits in den Niederlanden | Liste der Nummer-eins-Hits in den Niederlanden | Liste der Nummer-eins-Hits in den Niederlanden | 2010 →                    |
| \| Zeitraum \| Wo. ges. \| Interpret \| Titel Autor(en) \| Zusätzliche Informationen \| \| (Zeitraum, Wochen auf Platz eins, Interpret, Titel, Autor[en], zusätzliche Informationen) \| \| \| \| \| \| ----------------------------------------------------------------------------------------- \| -------- \| ----------------------------- \| --------------------------------------------------------------------------------------------------------------------------------------------------------------- \| ------------------------- \| \| 6. Dezember 2008 – 2. Januar 2009 4 Wochen \| 4 \| Beyoncé \| If I Were a Boy Tobias Gad, Brittany Jean Carlson \| – \| \| 3. Januar 2009 – 16. Januar 2009 2 Wochen \| 2 \| Katy Perry \| Hot n Cold Katy Perry, Lukasz Gottwald, Max Martin \| – \| \| 17. Januar 2009 – 13. Februar 2009 4 Wochen \| 4 \| Milow \| Ayo Technology Nathaniel Floyd Hills, Curtis James Jackson, Timothy Z. Mosley, Justin R. Timberlake \| – \| \| 14. Februar 2009 – 27. Februar 2009 2 Wochen \| 2 \| Cidinho & Doca \| Rap das armas Francisco de Assis Mota junior, Leonardo Pereira Mota \| – \| \| 28. Februar 2009 – 13. März 2009 2 Wochen \| 2 \| Lady Gaga feat. Colby O’Donis \| Just Dance Stefani Germanotta, Nadir Khayat, Aliaune Thiam \| – \| \| 14. März 2009 – 27. März 2009 2 Wochen \| 2 \| Ilse DeLange \| Miracle Ilse A. de Lange, Sacha Skarbek \| – \| \| 28. März 2009 – 22. Mai 2009 8 Wochen \| 8 \| Lady Gaga \| Poker Face Stefani Germanotta, Nadir Khayat \| – \| \| 23. Mai 2009 – 19. Juni 2009 4 Wochen \| 4 \| Lisa \| Hallelujah Leonard Cohen \| – \| \| 20. Juni 2009 – 3. Juli 2009 2 Wochen \| 2 \| Madcon \| Beggin’ Bob Gaudio, Peggy Farina \| – \| \| 4. Juli 2009 – 7. August 2009 5 Wochen \| 5 \| Pitbull \| I Know You Want Me (Calle Ocho) Armando Christian Pérez, Daniel Seraphine, David James Wolinski, Stefano Bosco, Nicola Fasano, Patrick Gonella, Edward E. Bello \| – \| \| 8. August 2009 – 21. August 2009 2 Wochen \| 2 \| The Black Eyed Peas \| I Gotta Feeling Pierre David Guetta, Frederic Jean Riesterer, William Adams, Allan Apll Pineda, Jaime Luis Gomez, Stacy Ferguson \| – \| \| 22. August 2009 – 11. September 2009 3 Wochen \| 3 \| Damaru & Jan Smit \| Mi Rowsu (Ik heb een tuintje in mijn hart) Musik: Willem L. A. Elia; Text: Dino Orpheo Canterburg \| – \| \| 12. September 2009 – 9. Oktober 2009 4 Wochen \| 4 \| Anouk \| Three Days in a Row Musik: Anouk Teeuwe, Martin Erik Gjerstad, Tore Gunnar Johansson; Text: Anouk Teeuwe \| – \| \| 10. Oktober 2009 – 23. Oktober 2009 2 Wochen \| 2 \| Cascada \| Evacuate the Dancefloor Yann Peifer, Manuel Reuter, Allan Eshuijs \| – \| \| 24. Oktober 2009 – 20. November 2009 4 Wochen \| 4 \| Robbie Williams \| Bodies Craig Adam Russo, Brandon Christy, Robert Peter Williams \| – \| \| 21. November 2009 – 4. Dezember 2009 2 Wochen \| 2 \| Edward Maya & Vika Jigulina \| Stereo Love Edward Maya, Vika Jigulina \| – \| \| 5. Dezember 2009 – 25. Dezember 2009 3 Wochen \| 3 \| Snow Patrol \| Just Say Yes Gary Lightbody, Nathan Connolly, Jonathan Graham Quinn, Tom Simpson, Garret Lee \| – \| \| 26. Dezember 2009 – 5. März 2010 10 Wochen \| 10 \| Owl City \| Fireflies Adam R. Young \| – \| |                                                |                                                | |                           |
| ← 2008 |                                                |                                                | | → 2010 →                  |
| Zeitraum | Wo. ges.                                       | Interpret                                      | Titel Autor(en) | Zusätzliche Informationen |
| (Zeitraum, Wochen auf Platz eins, Interpret, Titel, Autor[en], zusätzliche Informationen) |                                                |                                                | |                           |
| 6. Dezember 2008 – 2. Januar 2009 4 Wochen | 4                                              | Beyoncé                                        | If I Were a Boy Tobias Gad, Brittany Jean Carlson | –                         |
| 3. Januar 2009 – 16. Januar 2009 2 Wochen | 2                                              | Katy Perry                                     | Hot n Cold Katy Perry, Lukasz Gottwald, Max Martin | –                         |
| 17. Januar 2009 – 13. Februar 2009 4 Wochen | 4                                              | Milow                                          | Ayo Technology Nathaniel Floyd Hills, Curtis James Jackson, Timothy Z. Mosley, Justin R. Timberlake                                                             | –                         |
| 14. Februar 2009 – 27. Februar 2009 2 Wochen | 2                                              | Cidinho & Doca                                 | Rap das armas Francisco de Assis Mota junior, Leonardo Pereira Mota                                                                                             | –                         |
| 28. Februar 2009 – 13. März 2009 2 Wochen | 2                                              | Lady Gaga feat. Colby O’Donis                  | Just Dance Stefani Germanotta, Nadir Khayat, Aliaune Thiam | –                         |
| 14. März 2009 – 27. März 2009 2 Wochen | 2                                              | Ilse DeLange                                   | Miracle Ilse A. de Lange, Sacha Skarbek | –                         |
| 28. März 2009 – 22. Mai 2009 8 Wochen | 8                                              | Lady Gaga                                      | Poker Face Stefani Germanotta, Nadir Khayat | –                         |
| 23. Mai 2009 – 19. Juni 2009 4 Wochen | 4                                              | Lisa                                           | Hallelujah Leonard Cohen | –                         |
| 20. Juni 2009 – 3. Juli 2009 2 Wochen | 2                                              | Madcon                                         | Beggin’ Bob Gaudio, Peggy Farina | –                         |
| 4. Juli 2009 – 7. August 2009 5 Wochen | 5                                              | Pitbull                                        | I Know You Want Me (Calle Ocho) Armando Christian Pérez, Daniel Seraphine, David James Wolinski, Stefano Bosco, Nicola Fasano, Patrick Gonella, Edward E. Bello | –                         |
| 8. August 2009 – 21. August 2009 2 Wochen | 2                                              | The Black Eyed Peas                            | I Gotta Feeling Pierre David Guetta, Frederic Jean Riesterer, William Adams, Allan Apll Pineda, Jaime Luis Gomez, Stacy Ferguson                                | –                         |
| 22. August 2009 – 11. September 2009 3 Wochen | 3                                              | Damaru & Jan Smit                              | Mi Rowsu (Ik heb een tuintje in mijn hart) Musik: Willem L. A. Elia; Text: Dino Orpheo Canterburg                                                               | –                         |
| 12. September 2009 – 9. Oktober 2009 4 Wochen | 4                                              | Anouk                                          | Three Days in a Row Musik: Anouk Teeuwe, Martin Erik Gjerstad, Tore Gunnar Johansson; Text: Anouk Teeuwe                                                        | –                         |
| 10. Oktober 2009 – 23. Oktober 2009 2 Wochen | 2                                              | Cascada                                        | Evacuate the Dancefloor Yann Peifer, Manuel Reuter, Allan Eshuijs                                                                                               | –                         |
| 24. Oktober 2009 – 20. November 2009 4 Wochen | 4                                              | Robbie Williams                                | Bodies Craig Adam Russo, Brandon Christy, Robert Peter Williams                                                                                                 | –                         |
| 21. November 2009 – 4. Dezember 2009 2 Wochen | 2                                              | Edward Maya & Vika Jigulina                    | Stereo Love Edward Maya, Vika Jigulina | –                         |
| 5. Dezember 2009 – 25. Dezember 2009 3 Wochen | 3                                              | Snow Patrol                                    | Just Say Yes Gary Lightbody, Nathan Connolly, Jonathan Graham Quinn, Tom Simpson, Garret Lee                                                                    | –                         |
| 26. Dezember 2009 – 5. März 2010 10 Wochen | 10                                             | Owl City                                       | Fireflies Adam R. Young | –                         |

## Alben
| ← 2008 ← | Liste der Nummer-eins-Hits in den Niederlanden | Liste der Nummer-eins-Hits in den Niederlanden | Liste der Nummer-eins-Hits in den Niederlanden | 2010 →                    |
| \| Zeitraum \| Wo. ges. \| Interpret \| Titel \| Zusätzliche Informationen \| \| (Zeitraum, Wochen auf Platz eins, Interpret, Titel, zusätzliche Informationen) \| \| \| \| \| \| ------------------------------------------------------------------------------ \| -------- \| ----------------- \| ---------------------------------- \| ------------------------- \| \| 27. Dezember 2008 – 9. Januar 2009 2 Wochen (insgesamt 6) \| 6 \| Marco Borsato \| Wit licht \| – \| \| 10. Januar 2009 – 30. Januar 2009 3 Wochen (insgesamt 8) \| 8 \| Adele \| 19 \| – \| \| 31. Januar 2009 – 13. Februar 2009 2 Wochen \| 2 \| Bruce Springsteen \| Working on a Dream \| – \| \| 14. Februar 2009 – 20. Februar 2009 1 Woche (insgesamt 8) \| 8 \| Adele \| 19 \| – \| \| 21. Februar 2009 – 6. März 2009 2 Wochen \| 2 \| Nick & Simon \| Luister \| – \| \| 7. März 2009 – 20. März 2009 2 Wochen \| 2 \| U2 \| No Line on the Horizon \| – \| \| 21. März 2009 – 3. April 2009 2 Wochen \| 2 \| Marco Borsato \| Wit licht live \| – \| \| 4. April 2009 – 10. April 2009 1 Woche (insgesamt 8) \| 8 \| Adele \| 19 \| – \| \| 11. April 2009 – 24. April 2009 2 Wochen \| 2 \| Bløf \| April \| – \| \| 25. April 2009 – 15. Mai 2009 3 Wochen (insgesamt 8) \| 8 \| Adele \| 19 \| – \| \| 16. Mai 2009 – 26. Juni 2009 6 Wochen \| 6 \| Guus Meeuwis \| NW8 \| – \| \| 27. Juni 2009 – 10. Juli 2009 2 Wochen \| 2 \| Krezip \| Best Of \| – \| \| 11. Juli 2009 – 7. August 2009 4 Wochen (insgesamt 6) \| 6 \| Michael Jackson \| King of Pop – The Dutch Collection \| – \| \| 8. August 2009 – 14. August 2009 1 Woche \| 1 \| Jannes \| De nieuwe van … \| – \| \| 15. August 2009 – 28. August 2009 2 Wochen (insgesamt 6) \| 6 \| Michael Jackson \| King of Pop – The Dutch Collection \| – \| \| 29. August 2009 – 11. September 2009 2 Wochen \| 2 \| Ilse DeLange \| Live in Ahoy \| – \| \| 12. September 2009 – 18. September 2009 1 Woche \| 1 \| Whitney Houston \| I Look to You \| – \| \| 19. September 2009 – 25. September 2009 1 Woche \| 1 \| Muse \| The Resistance \| – \| \| 26. September 2009 – 23. Oktober 2009 4 Wochen \| 4 \| Anouk \| For Bitter or Worse \| – \| \| 24. Oktober 2009 – 30. Oktober 2009 1 Woche \| 1 \| Rammstein \| Liebe ist für alle da \| – \| \| 31. Oktober 2009 – 13. November 2009 2 Wochen \| 2 \| Michael Jackson \| This Is It \| – \| \| 14. November 2009 – 20. November 2009 1 Woche \| 1 \| Robbie Williams \| Reality Killed the Video Star \| – \| \| 21. November 2009 – 27. November 2009 1 Woche \| 1 \| John Mayer \| Battle Studies \| – \| \| 28. November 2009 – 25. Dezember 2009 4 Wochen (insgesamt 6) \| 6 \| K3 \| MaMaSé! \| – \| \| 26. Dezember 2009 – 15. Januar 2010 3 Wochen \| 3 \| Susan Boyle \| I Dreamed a Dream \| – \| |                                                |                                                |                                                |                           |
| ← 2008 |                                                |                                                |                                                | → 2010 →                  |
| Zeitraum | Wo. ges.                                       | Interpret                                      | Titel                                          | Zusätzliche Informationen |
| (Zeitraum, Wochen auf Platz eins, Interpret, Titel, zusätzliche Informationen) |                                                |                                                |                                                |                           |
| 27. Dezember 2008 – 9. Januar 2009 2 Wochen (insgesamt 6) | 6                                              | Marco Borsato                                  | Wit licht                                      | –                         |
| 10. Januar 2009 – 30. Januar 2009 3 Wochen (insgesamt 8) | 8                                              | Adele                                          | 19                                             | –                         |
| 31. Januar 2009 – 13. Februar 2009 2 Wochen | 2                                              | Bruce Springsteen                              | Working on a Dream                             | –                         |
| 14. Februar 2009 – 20. Februar 2009 1 Woche (insgesamt 8) | 8                                              | Adele                                          | 19                                             | –                         |
| 21. Februar 2009 – 6. März 2009 2 Wochen | 2                                              | Nick & Simon                                   | Luister                                        | –                         |
| 7. März 2009 – 20. März 2009 2 Wochen | 2                                              | U2                                             | No Line on the Horizon                         | –                         |
| 21. März 2009 – 3. April 2009 2 Wochen | 2                                              | Marco Borsato                                  | Wit licht live                                 | –                         |
| 4. April 2009 – 10. April 2009 1 Woche (insgesamt 8) | 8                                              | Adele                                          | 19                                             | –                         |
| 11. April 2009 – 24. April 2009 2 Wochen | 2                                              | Bløf                                           | April                                          | –                         |
| 25. April 2009 – 15. Mai 2009 3 Wochen (insgesamt 8) | 8                                              | Adele                                          | 19                                             | –                         |
| 16. Mai 2009 – 26. Juni 2009 6 Wochen | 6                                              | Guus Meeuwis                                   | NW8                                            | –                         |
| 27. Juni 2009 – 10. Juli 2009 2 Wochen | 2                                              | Krezip                                         | Best Of                                        | –                         |
| 11. Juli 2009 – 7. August 2009 4 Wochen (insgesamt 6) | 6                                              | Michael Jackson                                | King of Pop – The Dutch Collection             | –                         |
| 8. August 2009 – 14. August 2009 1 Woche | 1                                              | Jannes                                         | De nieuwe van …                                | –                         |
| 15. August 2009 – 28. August 2009 2 Wochen (insgesamt 6) | 6                                              | Michael Jackson                                | King of Pop – The Dutch Collection             | –                         |
| 29. August 2009 – 11. September 2009 2 Wochen | 2                                              | Ilse DeLange                                   | Live in Ahoy                                   | –                         |
| 12. September 2009 – 18. September 2009 1 Woche | 1                                              | Whitney Houston                                | I Look to You                                  | –                         |
| 19. September 2009 – 25. September 2009 1 Woche | 1                                              | Muse                                           | The Resistance                                 | –                         |
| 26. September 2009 – 23. Oktober 2009 4 Wochen | 4                                              | Anouk                                          | For Bitter or Worse                            | –                         |
| 24. Oktober 2009 – 30. Oktober 2009 1 Woche | 1                                              | Rammstein                                      | Liebe ist für alle da                          | –                         |
| 31. Oktober 2009 – 13. November 2009 2 Wochen | 2                                              | Michael Jackson                                | This Is It                                     | –                         |
| 14. November 2009 – 20. November 2009 1 Woche | 1                                              | Robbie Williams                                | Reality Killed the Video Star                  | –                         |
| 21. November 2009 – 27. November 2009 1 Woche | 1                                              | John Mayer                                     | Battle Studies                                 | –                         |
| 28. November 2009 – 25. Dezember 2009 4 Wochen (insgesamt 6) | 6                                              | K3                                             | MaMaSé!                                        | –                         |
| 26. Dezember 2009 – 15. Januar 2010 3 Wochen | 3                                              | Susan Boyle                                    | I Dreamed a Dream                              | –                         |

## Jahreshitparaden
| ← 2008 ← | Liste der Nummer-eins-Hits in den Niederlanden | Liste der Nummer-eins-Hits in den Niederlanden     | Liste der Nummer-eins-Hits in den Niederlanden | 2010 →   |
| \| Singles \| Position# \| Alben \| \| -------------------------------------------------------------------------------------------------------------------------------------------------------------------- \| --------- \| -------------------------------------------------- \| \| I Gotta Feeling The Black Eyed Peas Pierre David Guetta, Frederic Jean Riesterer, William Adams, Allan Apll Pineda, Jaime Luis Gomez, Stacy Ferguson \| 1 \| 19 Adele \| \| Sweet Goodbyes Krezip Gordon H. Groothedde, Jacqueline Govaert \| 2 \| For Bitter or Worse Anouk \| \| When Love Takes Over David Guetta feat. Kelly Rowland Musik: Pierre David Guetta, Frederic Jean Riesterer; Text: Miriam Nervo, Olivia Nervo, Kelendria Trene Rowland \| 3 \| Luister Nick & Simon \| \| Beggin’ Madcon Bob Gaudio, Peggy Farina \| 4 \| No Line on the Horizon U2 \| \| Ayo Technology Milow Nathaniel Floyd Hills, Curtis James Jackson, Timothy Z. Mosley, Justin R. Timberlake \| 5 \| Best Of Krezip \| \| Dance with Somebody Mando Diao Gustaf Erik David Norén, Björn Hans-Erik Dixgård \| 6 \| King of Pop – The Dutch Collection Michael Jackson \| \| Just Dance Lady Gaga feat. Colby O’Donis Stefani Germanotta, Nadir Khayat, Aliaune Thiam \| 7 \| MaMaSé! K3 \| \| Mi Rowsu (Ik heb een tuintje in mijn hart) Damaru & Jan Smit Musik: Willem L. A. Elia; Text: Dino Orpheo Canterburg \| 8 \| Incredible Ilse DeLange \| \| Miracle Ilse DeLange Ilse A. de Lange, Sacha Skarbek \| 9 \| NW8 Guus Meeuwis \| \| Sexy Bitch David Guetta feat. Akon David Guetta, Jean-claude Sindres, Aliaune Thiam, Sandy Julien Wilhelm, Giorgio H. Tuinfort \| 10 \| Only by the Night Kings of Leon \| |                                                |                                                    |                                                |          |
| ← 2008 |                                                |                                                    |                                                | → 2010 → |
| Singles | Position#                                      | Alben                                              |                                                |          |
| I Gotta Feeling The Black Eyed Peas Pierre David Guetta, Frederic Jean Riesterer, William Adams, Allan Apll Pineda, Jaime Luis Gomez, Stacy Ferguson | 1                                              | 19 Adele                                           |                                                |          |
| Sweet Goodbyes Krezip Gordon H. Groothedde, Jacqueline Govaert | 2                                              | For Bitter or Worse Anouk                          |                                                |          |
| When Love Takes Over David Guetta feat. Kelly Rowland Musik: Pierre David Guetta, Frederic Jean Riesterer; Text: Miriam Nervo, Olivia Nervo, Kelendria Trene Rowland | 3                                              | Luister Nick & Simon                               |                                                |          |
| Beggin’ Madcon Bob Gaudio, Peggy Farina | 4                                              | No Line on the Horizon U2                          |                                                |          |
| Ayo Technology Milow Nathaniel Floyd Hills, Curtis James Jackson, Timothy Z. Mosley, Justin R. Timberlake | 5                                              | Best Of Krezip                                     |                                                |          |
| Dance with Somebody Mando Diao Gustaf Erik David Norén, Björn Hans-Erik Dixgård | 6                                              | King of Pop – The Dutch Collection Michael Jackson |                                                |          |
| Just Dance Lady Gaga feat. Colby O’Donis Stefani Germanotta, Nadir Khayat, Aliaune Thiam | 7                                              | MaMaSé! K3                                         |                                                |          |
| Mi Rowsu (Ik heb een tuintje in mijn hart) Damaru & Jan Smit Musik: Willem L. A. Elia; Text: Dino Orpheo Canterburg | 8                                              | Incredible Ilse DeLange                            |                                                |          |
| Miracle Ilse DeLange Ilse A. de Lange, Sacha Skarbek | 9                                              | NW8 Guus Meeuwis                                   |                                                |          |
| Sexy Bitch David Guetta feat. Akon David Guetta, Jean-claude Sindres, Aliaune Thiam, Sandy Julien Wilhelm, Giorgio H. Tuinfort | 10                                             | Only by the Night Kings of Leon                    |                                                |          |